# Edificio Banco de Santander
El edificio del Banco de Santander es la sede social del citado banco, situado en el paseo de Pereda de la ciudad del mismo nombre, en España, y separado del mar por los Jardines Pereda. 
El edificio es una construcción emblemática de la capital cántabra. Su historia se remonta a 1795, aunque la estructura actual es fruto de diversas intervenciones arquitectónicas realizadas a lo largo de los siglos XIX y XX.
Junto a todo el Paseo Pereda y la calle Castelar es bien de interés cultural con la categoría de conjunto histórico declarado.

## Historia del edificio
Originalmente construido a finales del siglo XVIII, el edificio sufrió una importante reconstrucción en 1880 tras ser afectado por uno de los incendios que periódicamente devastaban la ciudad de Santander. Durante las primeras décadas del siglo XX, el inmueble albergaba simultáneamente un hotel y un club de regatas, reflejando la importancia marítima y turística de la ciudad.
En 1919, el Banco Santander adquirió el edificio para establecer su sede central. Para adecuarlo a sus nuevas funciones financieras, se encargó su remodelación al destacado arquitecto cántabro Ricardo Bastida. La nueva sede bancaria fue inaugurada en 1923.
La notable expansión de la entidad bancaria hacía necesario la ampliación sus sede central que se materializaría finales de la década de 1950. En 1958 comenzaron las obras de ampliación tras la adquisición de los números 9 y 10 (casas del conde de Montecastro) del paseo de Pereda. El proyecto fue encomendado al arquitecto cántabro Javier González de Riancho, también autor del emblemático Palacio de la Magdalena. Su intervención consistió en la construcción de un edificio gemelo al original y su posterior conexión mediante un monumental arco, que se convertiría en el elemento más característico y simbólico del conjunto arquitectónico. Este arco no solo unía visualmente ambas estructuras, sino que estableció un paso de comunicación en el nivel superior. La gran arcada daba solución a uno de sus principales problemas: el edificio debía respetarse la calle que lo atraviesa.
La fachada principal del edificio, que mira a la bahía de Santander, se enriqueció con elementos escultóricos de significativo valor simbólico, obra del escultor Blanes. En ella se incorporaron cuatro estatuas que representan las artes, la cultura, el comercio y la navegación. El friso inferior presenta una alegoría de la banca que protege a cuatro símbolos escultóricos adicionales: la industria, los altos hornos, la minería y los deportes. Bajo el frontón rectangular saliente e interrumpiendo la cornisa, puede leerse la leyenda Banco de Santander. La configuración resultante de esta ampliación fue inaugurada en 1963.
En julio de 2019 la presidenta del banco, Ana Botín, presentó el proyecto de transformación del edificio con una inversión de 40 millones de euros y que está siendo realizado por el arquitecto David Chipperfield. El objetivo es que el edificio se abra al público y pase a albergar la colección de arte privada de la Fundación Banco Santander, que consta de más de 1000 obras, incluyendo pinturas de Rubens, El Greco, Van Dyck, Picasso, Chillida, Sorolla y Joan Miró, y la colección de obras de José Gutiérrez Solana más grande y destacada del mundo.